# Klubbstreckad videguldmal
Klubbstreckad videguldmal (Phyllonorycter hilarellus) är en fjärilsart som först beskrevs av Zetterstedt 1839.  Klubbstreckad videguldmal ingår i släktet guldmalar, och familjen styltmalar. Arten är reproducerande i Sverige.